# Alosterna ingrica
Alosterna ingrica — жук из семейства усачей и подсемейства Усачики.

## Описание
Жук длиной от 6 до 10 мм.

## Распространение
Распространён от Польши (Беловежская пуща) до Оренбургского региона.

## Экология и местообитания
Жизненный цикл продолжается, возможно, один год. Кормовые растения — неизвестно, возможно, лиственные деревья.